# Camenta lurida
Camenta lurida är en skalbaggsart som beskrevs av Moser 1917. Camenta lurida ingår i släktet Camenta och familjen Melolonthidae. Inga underarter finns listade.